# Ariane Passenger Payload Experiment
Le satellite APPLE (Ariane Passenger PayLoad Experiment) était un satellite de télécommunications expérimental équipé d’un transpondeur C-Band et lancé par l’Organisation indienne pour la recherche spatiale le 19 juin 1981 grâce à une fusée Ariane, un lanceur de l’Agence spatiale européenne (ASE) depuis le Centre spatial guyanais près de Kourou en Guyane.
APPLE était le premier satellite de télécommunication expérimental géostationnaire stabilisé sur trois axes de l’Inde. Le 16 juillet 1981, le satellite fut positionné à une longitude de 102° Est. Le satellite de 672 kg a servi de banc de test pour l’infrastructure de télécommunications par relais spatial indien malgré l’échec d’un des panneaux solaires à se déployer.
Il a été utilisé dans plusieurs expériences de communication, parmi lesquelles un relai de programmes TV et de réseau de radio. C’était un engin spatial cylindrique mesurant 1,2 m de diamètre et 1,2 m de haut. Sa charge utile était composée de 6 transpondeurs 4 GHz connectés à une antenne paraboliquede 0,9 m de diamètre. Il fut désactivé le 19 septembre 1983.
| Mission              | Télécommunication géostationnaire expérimentale |
| Masse                | 670 kg                                          |
| Puissance électrique | 210 watts                                       |
| Charge utile         | Répéteurs en bande C x 2                        |
| Date de lancement    | 19 juin 1981                                    |
| Lanceur              | Ariane 1 (V-3)                                  |
| Orbite               | Géosynchrone                                    |
| Durée de la mission  | 2 ans                                           |